# Callicostella mexicana
Callicostella mexicana är en bladmossart som beskrevs av H. Robinson och W. H. Welch in W. H. Welch 1966. Callicostella mexicana ingår i släktet Callicostella och familjen Hookeriaceae. Inga underarter finns listade i Catalogue of Life.